# Daunier
Daunierne (Latin: Daunii) var en Iapygisk stamme, der beboede det nordlige Apulien i den klassiske oldtid. To andre Iapygian-stammer, peuketerne og messapierne, beboede henholdsvis det centrale og det sydlige Apulien. Alle tre stammer talte det messapiske sprog, men havde udviklet separate arkæologiske kulturer i det syvende århundrede f.Kr.
var en iapygisk stamme, der beboede det nordlige Apulien i oldtiden.[1] To andre iapygiske stammer, peucetierne og messapierne, beboede henholdsvis det centrale og sydlige Apulien. Alle tre stammer talte messapisk sprog, men havde udviklet separate arkæologiske kulturer i det syvende århundrede f.Kr.[2
Daunierne boede i Daunia-regionen, som strakte sig fra Daunian-bjergene-floden i sydøst til Gargano-halvøen i nordvest. Denne region er for det meste sammenfaldende med nutidens Foggia-provins og en del af provinsen Barletta-Andria-Trani. Daunierne og oskerne kom i kontakt i det nordlige Daunia og de sydligste samnitiske regioner. Gradvist blev dele af det nordlige Daunia "oskaniseret".

## Referancer
1. ↑  "Chi erano i Dauni ?". Infoperte (italiensk). Hentet 2023-10-21.
2. ↑  "messàpico in Vocabolario - Treccani". www.treccani.it (italiensk). Hentet 2023-10-21.
3. ↑  Carpenter, Lynch & Robinson 2014, s. 2, 18 and 38.
4. ↑  Salvemini Biagio, Massafra Angelo (maj 2014). Storia della Puglia. Dalle origini al Seicento (italiensk). Laterza. ISBN 9788858113882.
5. ↑  Mario Torelli (1995). Studies in the Romanization of Italy. s. 142. ISBN 9780888642417.
6. ↑  Torelli 1995, s. 142-144